# Anthophora albata
Anthophora albata är en biart som beskrevs av Cresson 1876. Anthophora albata ingår i släktet pälsbin, och familjen långtungebin. Inga underarter finns listade i Catalogue of Life.